# François Struch
François Struch est un homme politique français né le 24 novembre 1791 à Lutterbach (Haut-Rhin) et mort le 25 juillet 1856 à Mulhouse (Haut-Rhin).
Riche propriétaire, maire de Lutterbach, président du conseil général du Haut-Rhin, il est député du Haut-Rhin de 1839 à 1842 et de 1846 à 1849, siégeant dans l'opposition de gauche sous la Monarchie de Juillet et siégeant au centre droit sous la Deuxième République.

## Sources
- « François Struch », dans Adolphe Robert et Gaston Cougny, Dictionnaire des parlementaires français, Edgar Bourloton, 1889-1891 [détail de l’édition]
- Olivier Conrad, « François Antoine Struch », in Nouveau dictionnaire de biographie alsacienne, vol. 36, p. 3812